# وضع الإفاقة

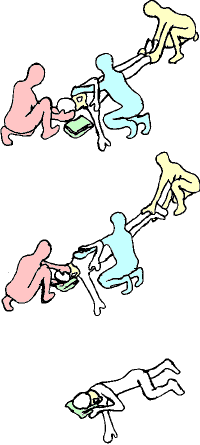
مناورة يقوم بها ثلاثة رجال انقاذ و يحركون المريض في نفس النسق لضمان استقامة العمود الفقري

تتشارك جميع أشكال وضع الإفاقة في المبادئ الأساسية. يتم وضع الفم نحو الأسفل بحيث يتم تفريغ أي سوائل من المجرى الهوائي للمريض؛ ويتم وضع الذقن في اتجاه نحو الأعلى للحفاظ على انفتاح لسان المزمار. ويتم تثبيت الذراعين والساقين لكي يكون وضع المريض مستقرًا

يشير وضع الإفاقة إلى أحد أشكال الاستلقاء الجانبي أو وضعية انبطاح الجسم، الذي يمكن فيه وضع المصاب فاقد الوعي ولكنه يتنفس كجزء من علاج الإسعافات الأولية.
الشخص فاقد الوعي (GCS <8) في وضعية الاستلقاء (على الظهر) قد لا يكون قادرًا على الحفاظ على مجرى الهواء مفتوحًا مثل الشخص الواعي. ويمكن أن يؤدي هذا إلى إعاقة مجرى الهواء، وتقييد تدفق الهواء ومنع تبادل الغازات، الأمر الذي يسبب بعد ذلك نقص التأكسج، الأمر الذي يهدد حياة الشخص. وتقع آلاف الوفيات في كل عام بين الضحايا الذين لم يكن سبب فقدهم للوعي مميتًا غير أنهم تعرضوا لإعاقة في مجرى الهواء الأمر الي تسبب في اختناق المريض. وسبب فقد الوعي قد يعود لأي داعٍ بدءًا من صدمة وصولاً إلى السُكر بسبب تناول الكحول.
وليس بالضرورة استخدام هذا الشكل من قِبل العاملين في مجال الرعاية الصحية، حيث لديهم تقنيات أكثر تطورًا لإدارة مجرى الهواء مثل التنبيب.

## الغرض
يهدف وضع الإفاقة إلى منع الاختناق الناجم عن انسداد مجرى الهواء، وهو ما يمكن أن يحدث لدى المرضى المستلقين على الظهر فاقدي الوعي. والمريض المستلقي على الظهر يكون في خطر انسداد المجرى الهوائي لسببين:
- الانسداد الميكانيكي: في هذه الحالة، يتعرض المجرى الهوائي للمريض للانسداد بسبب جسم مادي. وفي معظم الحالات يكون هذا الجسم هو لسان المريض، حيث إن فقد الوعي يؤدي إلى فقد السيطرة وعضلة اللسان، الأمر الذي يتسبب في سقوط اللسان خلف البلعوم، محدثًا انسداد المجري الهوائي. ويمكن التحكم في هذه الحالة (إلى حد ما) بواسطة شخص مدرب مع استخدام تقنيات إدارة مجرى الهواء.
- انسداد السوائل: يمكن أن تتجمع السوائل، عادة عند القيء، في البلعوم، الأمر اليذ يؤدي إلى تعرض الشخص للغرق. ويمكن أن يؤدي فقد التحكم العضلي الذي يسبب انسداد الحلق بسبب اللسان أيضًا إلى تدفق محتويات المعدة إلى الحلق، وهو ما يُسمى باسم القلس السلبي. ويمكن أيضًا أن تتدفق السوائل التي تتجمع خلف الحلق إلى أسفل لتصل إلى الرئتين. ومن المضاعفات الأخرى التي قد تحدث هي دخول حمض المعدة إلى الجدار الداخلي للرئتين، الأمر الذي يسبب الالتهاب الرئوي الشفطي.

وضع المريض في وضع الإفاقة يعطي المساعدة بالجاذبية لإزالة الانسداد المادي لمجرى الهواء بسبب اللسان، ويعطي أيضًا مسارًا خاليًا يمكن من خلاله تصريف السوائل من مجرى الهواء.
لا توصي لجنة الاتصال الدولية المعنية بالإنعاش بوضع إفاقة محدد، ولكنها تنص باتباع ستة مبادئ أساسية:
1. يجب أن تكون الضحية في أقرب وضع جانبي صحيح مع تدلي الرأس للسماح بتصريف السوائل
2. يجب أن يكون الوضع مستقرًا
3. يجب تجنب أي ضغط على الصدر من شأنه إعاقة التنفس
4. يجب أن يكون من الممكن تحويل الضحية على جانبها والعودة إلى ظهرها بسهولة وبأمان، مع إيلاء عناية خاصة لإمكانية إصابة العمود الفقري العنقي
5. يجب أن تكون الملاحظة الجيدة إلى المجرى الهوائي والوصول إليه أمرًا ممكنًا
6. يجب ألا يؤدي الوضع ذاته إلى تعرض الضحية لأي إصابة

## معلومات تاريخية
كان أول من أدرك أن وضع المريض فاقد الوعي على جانبه من شأنه أن يمنع انسداد المجري الهوائي هو روبرت باولز (Robert Bowles)، وهو طبيب بمستشفى فيكتوريا في فولكستون في إنجلترا. وفي عام 1891 قدم باولز ورقة بحثية بعنوان 'On Stertor, Apoplexy, and the Management of the Apoplectic State' فيما يتعلق بمرضى السكتة الدماغية الذين يعانون من مشاكل في التنفس بسبب انسداد مجرى الهواء (المعروف أيضًا باسم الشخير).
وتم تناول هذه الورقة البحثية من قِبل طبيب التخدير فريدريك هيويت (Frederick Hewitt) من مستشفى لندن الذي نصح بوضع المرضى على جانبهم عقب العمليات الجراحية. ومع ذلك، فإن هذا التفكير، لم يتم تبنيه على نطاق واسع، حيث لا تزال هناك كتب جراحية بعد 50 سنة توصي بترك المرضى المخدرين في وضع الاستلقاء على الظهر.
وعلى نحو مماثل كانت مؤسسات الإسعافات الأولية بطيئة في اعتماد فكرة وضع الإفاقة، حيث كانت أدلة الإسعافات الأولية خلال ثلاثينيات وأربعينيات القرن الماضي الصادرة عن الصليب الأحمر البريطاني وإسعاف سانت جون توصي بوضع المريض على ظهره. ويعطي دليل الإسعافات الأولية للصليب الأحمر البريطاني في عام 1938م تعليمات «بوضع الرأس بحيث تكون القصبة الهوائية مستقيمة، والاحتفاظ برفع الرأس إلى أعلى إذا كان الوجه أحمر اللون وفي محاذاة الجسم إذا كان الوجه شاحبًا». على النقيض من ذلك، أيد دليل سانت جون تحويل الرأس إلى الجانب، وفي الطبعة الأربعين عام 1950م من دليل سانت جون تمت إضافة «إذا كان هناك إزعاج في التنفس (بقبقة من خلال الإفرازات)، فقم بإدارة المريض إلى وضعية الانبطاح ثلاثة أرباع الجسم»، الشبيهة جدًا بوضع الإفاقة الحديث.
وتمت تجربة عدد كبير من الأوضاع، كان معظمها في أوروبا، حيث إن الولايات المتحدة الأمريكية لم تشرع في تطبيق وضع الإفاقة على نطاق واسع حتى اعتماده من قِبل جمعية القلب الأمريكية في عام 1992م. وتضمنت هذه الأوضاع «وضع الغيبوبة»، «وضع راوتيك» و«وضع HAINES (الذراع العلوي في العمود الفقري المعرض للخطر)».
وفي عام 1992م، اعتمد المجلس الأوروبي للإنعاش وضعًا جديدًا حيث يتم فيه وضع الذراع الأقرب للأرض أمام جسم المريض في حين أنه كان يُوضع في السابق خلف المريض. وتم إجراء هذا التغيير نتيجة للإبلاغ عن العديد من حالات تعرض الأعصاب والأوعية الدموية للتلف في ذراع المرضى.
وقدمت لجنة الاتصال الدولية المعنية بالإنعاش توصياتها حول المبادئ الأساسية الخاصة بأوضاع الإفاقة في عام 1996م، ولكنها لم تحدد وضعًا معينًا وبالتالي هناك العديد من الأوضاع قيد الاستخدام في جميع أنحاء العالم.

## وصلات خارجية
- NHS Direct – The recovery position
- The Recovery Position – step-by-step description with diagrams, from Harvard Medical School